# تحويل بولي
التحويل البولي أو تحويل مجري البول (بالإنجليزية: Urinary diversion)‏ هي أي عملية من العمليات العديدة التي يراد بها تغيير مسار البول الطبيعي إلي مسار أخر، وهذه العمليات قد تكون ضرورية نتيجة إصابة أو عطب أو غياب أحد أعضاء الجهاز البولي مثل الحالب والمثانة، وقد تكون مؤقتة أو دائمة، كما أن بعض العمليات قد تنتج عنها فغرة.

## روابط خارجية
- eMedicine: Urinary Diversions and Neobladders